# Růžena Svobodová
Růžena Čápová, coniugata Svobodová (Mikulovice, 10 luglio 1868 – Praga, 1º gennaio 1920) è stata una scrittrice ceca.

## Biografia
Nata nella Moravia meridionale nel 1868, Růžena Čápová si trasferì a Praga con la famiglia durante l'infanzia. Dopo la morte del padre nel 1880, rimase da sola a Praga per proseguire con gli studi, mentre la madre e i fratelli tornarono nel loro comune natale. 
Nel 1890 sposò lo scrittore František Xaver Svoboda, con cui rimase per tutta la vita (nonostante una lunga relazione adulterina con František Xaver Šalda). Grazie al marito, si trovò al centro della vita culturale di Praga e il suo salotto veniva frequentato da figure culturali di spicco, come Vilém Mrštík, Zdenka Braunerová, Božena Benešová e Marie Pujmanová.
Scrittrice prolifica, fu autrice di numerosi racconti e romanzi. Dopo un primo periodo realista, le sue opere si tinsero di sfumature impressioniste e neoromantiche, e trattarono prevalentemente il tema della condizione femminile. Più politico è invece il romanzo Černí myslivci (1908), incentrato sulla storia della Moravia e adattato per il grande schermo da Martin Frič nel film omonimo del 1945. Fu autrice anche di diversi saggi sull'arte e la cultura italiana, raccolti e pubblicati nel volume Lettere italiane.
Nel corso della prima guerra mondiale fu tra le firmatarie del manifesto degli scrittori cechi e contribuì allo sforzo bellico facendo beneficenza con l'associazione České srdce. Nel 1918 fondò la rivista Lípa, che diresse personalmente fino al 1920, quando problemi cardiaci la portarono alla morte all'età di cinquantadue anni.

## Opere (parziale)
- Přetížený klas (1896)
- Milenky (1902)
- Pěšinkami srdce (1902)
- Černí myslivci (1908)
- Barvy Jugoslavie : obrazy z cest 1911 (1920)
- Posvátné jaro (1912)
- Přetížený klas a povídky
- Jarní záhony (1916)
- Pokojný dům (1917)
- V odlehlé dědině (1918)
- Plameny a plaménky (1918)
- Písčitá půda (1918)
- Hrdinné a bezpomocné dětství (1920)
- Ráj (1920)
- Různé prósy a torsa (1924)
- V říši tulipánků (1924)